# AAAメガ王座
AAAメガ王座は、AAAが管理、認定している王座。

## 歴代王者
| 歴代   | 選手                         | 戴冠回数 | 獲得日付       | 獲得場所                                   |
| ------ | ---------------------------- | -------- | -------------- | ------------------------------------------ |
| 初代   | エル・メシアス               | 1        | 2007年9月16日  | ハリスコ州グアダラハラ                     |
| 第2代  | シベルネティコ               | 1        | 2008年3月16日  | ヌエボ・レオン州モンテレイ                 |
| 第3代  | エル・メシアス               | 2        | 2008年12月6日  | ベラクルス州オリサバ                       |
| 第4代  | ドクトル・ワグナー・ジュニア | 1        | 2009年6月13日  | メキシコシティ                             |
| 第5代  | エル・メシアス               | 3        | 2009年12月11日 | タマウリパス州シウダード・マデロ           |
| 第6代  | エレクトロ・ショック         | 1        | 2010年3月12日  | ケレタロ州ケレタロ                         |
| 第7代  | ドクトル・ワグナー・ジュニア | 2        | 2010年6月6日   | メキシコシティ                             |
| 第8代  | エル・ソロ                   | 1        | 2010年12月5日  | ハリスコ州サポパン                         |
| 第9代  | ジェフ・ジャレット           | 1        | 2011年6月18日  | メキシコシティ                             |
| 第10代 | エル・メシアス               | 4        | 2012年3月18日  | ハリスコ州サポパン                         |
| 第11代 | テハノ・ジュニア             | 1        | 2012年12月2日  | ハリスコ州サポパン                         |
| 第12代 | アルベルト・エル・パトロン   | 1        | 2014年12月7日  | ハリスコ州サポパン                         |
| 第13代 | テハノ・ジュニア             | 2        | 2016年3月23日  | サン・ルイス・ポトシ州サン・ルイス・ポトシ |
| 第14代 | ジョニー・ムンド             | 1        | 2017年3月19日  | ヌエボ・レオン州モンテレイ                 |
| 第15代 | レイ・ワグナー               | 3        | 2018年1月26日  | メキシコシティ                             |
| 第16代 | ジェフ・ジャレット           | 2        | 2018年6月3日   | ヌエボ・レオン州モンテレイ                 |
| 第17代 | フェニックス                 | 1        | 2018年8月25日  | メキシコシティ                             |
| 第18代 | ケニー・オメガ               | 1        | 2019年10月19日 | ベラクルス州オリサバ                       |
| 第19代 | エル・イホ・デル・ビキンゴ   | 1        | 2021年12月4日  | ヌエボ・レオン州モンテレイ                 |
| 第20代 | ニック・ネメス               | 1        | 2024年4月27日  | ヌエボ・レオン州モンテレイ                 |
| 第21代 | アルベルト・エル・パトロン   | 2        | 2024年8月17日  | メキシコシティ                             |
| 第22代 | エル・イホ・デル・ビキンゴ   | 2        | 2025年5月31日  | メキシコシティ                             |